# Săndulești
Săndulești est une commune de Transylvanie, en Roumanie, dans le județ de Cluj. Elle est composée des villages Săndulești, Copăceni.

## Démographie
Selon le recensement de 2002, il y avait une population totale de 1 892 personnes vivant dans cette commune. De cette population, 94,60% sont des Roumains de souche, 4,28% sont des Hongrois de souche et 1,10% des Roms de souche.

## Politique
La commune de Săndulești est administrée par un maire et un conseil local composé de 11 conseillers. Le maire, Călin-Stelian Fărgaciu du Partidul Național Liberal, est en poste depuis2016.

## Personnalités
- Mihály Bors, un dirigeant de l' Église unitarienne de Transylvanie

## Lieux touristiques
- Lac de pêche à Săndulesti
- Mine de sel de Turda
- Gorges de la Turda (paysage intéressant)